# 1210년

## 연호
- 남송(南宋) 가정(嘉定) 3년
- 금(金) 대안(大安) 2년
- 일본(日本) 조겐(承元) 4년
- 서하(西夏) 황건(皇建) 원년
- 리 왕조(李朝) 찌빈롱응(治平龍應) 6년

## 기년
- 남송(南宋) 영종(寧宗) 16년
- 금(金) 위소왕(衛紹王) 2년
- 고려(高麗) 희종(熙宗) 6년
- 몽골 칭기즈 칸 5년
- 서하(西夏) 양종(襄宗) 5년
- 리 왕조(李朝) 고종(高宗) 35년